# Star Fox Command
Star Fox Command (スターフォックス コマンド Sutā Fokkusu Komando?) es el quinto videojuego de la saga Star Fox, desarrollado por Q-Games y Nintendo EAD, y publicado por Nintendo para la portátil Nintendo DS. Es el primero de la saga para esta consola.

## Historia
Algunos años después de destruir a la raza aparoide en Star Fox: Assault, el equipo Star Fox empieza a disolverse.
Slippy Toad se retira del equipo para dedicar más tiempo a su novia Amanda; Falco Lombardi se retira para recuperar su carrera como cazarrecompensas, que ya había tenido entre Star Fox 64 y Star Fox Adventures; el General Pepper cae enfermo y Peppy Hare debe reemplazarlo. Además, Fox McCloud convence a Krystal de que no siga en el equipo por su seguridad y ella, con el corazón destrozado, se va sin decir a dónde. 
Así pues, Fox queda como único integrante del equipo (junto con ROB 64) y le asignan una misión en el planeta Venom. Le notifican que una raza alienígena, conocida como los Anglars, ha comenzado a atacar a diferentes planetas del sistema Lylat, por lo que, una vez más, debe ayudar a restaurar la paz en esta galaxia. Sin embargo, no puede hacerlo solo, por lo que debe reunir a su equipo para que le ayuden a acabar con el caos de una vez por todas.

## Personajes
En esta edición del juego, se puede controlar hasta a 15 pilotos, esto es posible una vez pases o desbloquees el primer final, obtendrás la llave que desbloquea distintos caminos. Así se podrá controlar a los demás caracteres. Los jugables son los siguientes:
- Fox McCloud
- Falco Lombardi
- Slippy Toad
- Krystal: Dependiendo con qué equipo esté, piloteará diferente nave. Si está con Star Fox, será su Cloud Runner, mientras que si está acompañada por Star Wolf, piloteará un Caza Corneriano.
- Wolf O'Donnell
- Leon Powalski
- Panther Caroso
- Peppy Hare
- Bill Grey
- Dash Bownan
- Amanda
- Katt Monroe
- Lucy Hare
- Bill Grey
- James McCloud: Sólo aparecerá en una misión y si el jugador se demora más de 5 turnos, que es muy probable.

## Jugabilidad
A medida que se avanza en la aventura, se podrá escoger entre recibir o no la ayuda de los compañeros. En algunas partes cada uno de ellos aparecerán y querrán ayudar. 
El jugador decide cómo será el final, hay 9 distintos:
- Fox y Krystal: Después de que Fox logro perdonar Krystal y ella reuniera al equipo Star Fox, el y sus amigos se dirigen a Aquas para conocer a Amanda, novia de Slippy. Amanda toma una gran decisión: Se unirá al equipo Star Fox. Por otro lado, Venom es ahora un lugar apacible y de océanos cálidos. Dash se encargará de crear un nuevo imperio en ese planeta.
- Adiós, Fox: Fox y Krystal se reconcilian, se casan y tienen un hijo llamado Marcus McCloud, que posee grandes habilidades de piloto. Sigue los pasos de su padre y forma un equipo conformado por él, un hijo de Slippy, la nieta de Peppy y un Falco ya más maduro (con botas estilo Captain Falcon...)
- El emperador Anglar: Todo el mundo está a salvo, pero Krystal no perdona a Fox y se une al equipo Star Wolf.
- El retorno de Star Wolf: Krystal se une definitivamente al equipo Star Wolf, cuando se retira las personas la consideran una traidora y se va a una galaxia lejana. Cambia su nombre a Kursed y se convierte en cazarrecompensas, Fox la encuentra años después en el planeta Kew. Pero el no la reconoce.
- Lucy y Krystal: Krystal celebra su regreso, Peppy y su hija recuerdan a su esposa/madre respectivamente, y finalmente Fox y Krystal se perdonan y deciden reunir al equipo Star Fox.
- La elección de Dash: Dash regresa a Venom, para hacerlo un lugar bello y habitable, pero el poder lo consume y termina convirtiéndose en un villano tal como Andross.
- La decisión de Slippy: Slippy se compromete con Amanda, tienen muchos hijos, Slippy envejece y le relata a sus hijos y nietos sus aventuras con el equipo Star Fox.
- La venganza de Pigma: Falco cae en depresión y se queda solo. En un momento dado Katt lo invita a crear un nuevo equipo diciéndole:"Olvídate de esos perdedores!...". Así se forma el equipo Star Falco, conformada por Falco, Katt y Dash.
- La maldición de Pigma: Fox está deprimido porque Krystal no lo perdonó, pero Falco lo anima invitándolo a formar parte de un equipo de carreras, Fox acepta correctamente y ambos concursan en el G-Zero Grand Prix (Parodia a F-Zero), convirtiéndose en pilotos muy famosos.

Del jugador depende cuál será el final, según los caminos que elija en el juego.